# Tobio Mora
Pour les articles homonymes, voir Mora.
Tobio Mora Utrera (22 août 1971 - 21 septembre 2019), est un footballeur cubain qui évoluait comme milieu de terrain ou défenseur.

## Biographie

### Carrière en équipe nationale
International cubain dans les années 1990, Tobio Mora participe aux éliminatoires de la Coupe du monde de 1998, disputant dix matchs au cours de ces qualifications (aucun but marqué). Convoqué par le sélectionneur William Bennett Barracks afin de disputer la Gold Cup 1998 aux États-Unis (élimination au 1er tour), il atteint la finale de la Coupe caribéenne des nations, l'année suivante.
En octobre 1999, il dispute ses trois derniers matchs sous le maillot de Cuba à l'occasion du tour préliminaire de la Gold Cup 2000.

### Décès
Il meurt à l'âge de 48 ans, le 21 septembre 2019, dans la ville de Ciego de Ávila.

## Palmarès

### En club
- FC Ciego de Ávila
  - Champion de Cuba en 1993[4].

### En équipe de Cuba
- Finaliste de la Coupe caribéenne des nations en 1999.